# Croce Rossa centrafricana

il simbolo della Croce Rossa

La Società della Croce Rossa centrafricana è la società nazionale di Croce Rossa della Repubblica Centrafricana, stato senza sbocco al mare dell'Africa Centrale. Ha sede nella capitale Bangui.

## Denominazione ufficiale
- Société de la Croix-Rouge Centrafricaine, in lingua francese, idioma ufficiale della Repubblica Centrafricana;
- Central African Red Cross Society, in lingua inglese, utilizzata internazionalmente.

## Storia
La Croce Rossa centrafricana fu fondata nel 1966; nel 1973 viene riconosciuta dal Comitato Internazionale della Croce Rossa (CICR) e nel 1975 viene ammessa nella "Lega della Croce Rossa e Mezzaluna Rossa", l'attuale Federazione (IFRC). A seguito dell'assemblea generale del 1999 una commissione costituita ad hoc si occupò di rivedere lo statuto al fine di separare nettamente le funzioni amministrative e di governo.

## Suddivisioni territoriali
Attraverso la sua rete di filiali regionali e locali, la Croce Rossa centrafricana è presente in quasi tutte le regioni amministrative del paese.

## Attività

### Preparazione e risposta ai disastri
La Croce Rossa centrafricana ha più volte dato prova della propria capacità di far fronte a diversi tipi di situazioni di crisi: ha infatti fornito assistenza sia ai rifugiati provenienti da Ciad, Ruanda, Sudan e, più recentemente, dalla Repubblica Democratica del Congo, sia alla popolazione centrafricana durante le drammatiche vicende politiche che hanno coinvolto il paese, dalle rivolte popolari del 1996 e 1997 fino al mancato colpo di Stato del 2001.

Un seminario sulla preparazione al disastro si è tenuto nel marzo 1999 con il sostegno della IFRC e della Croce Rossa francese.

### Salute
Gli sforzi della Croce Rossa centrafricana nel campo della salute si concentrano intorno alla prevenzione dell'HIV/AIDS e delle malattie sessualmente trasmissibili (MST).
L'Associazione svolge inoltre programmi di vaccinazione e monitoraggio epidemiologico.
Presso la sede centrale a Bangui la Croce Rossa ha istituito una clinica ostetrica presidiata da un medico con un dispensario farmaceutico.

### Gioventù
La componente giovanile partecipa attivamente alla campagna di prevenzione dell'HIV/AIDS e altre malattie a trasmissione sessuale, oltre alla formazione nel primo soccorso, la diffusione e la promozione dei principi della Croce Rossa.

### Diffusione
La Società ha intensificato i suoi sforzi nel campo della diffusione del Diritto Umanitario dall'inizio dei disordini nella capitale.
La Croce Rossa centrafricana tiene, in collaborazione con il CICR, seminari di Diritto Internazionale Umanitario presso le Forze Armate. Tiene una rubrica settimanale su una emittente radiofonica e pubblica un notiziario trimestrale.

### Ricerca di persone
Nel luglio 1998, la Società ha istituito un servizio di ricerca di persone. Il CICR che ha provveduto alla formazione 32 volontari per l'attività di ricostruzione e mantenimento dei legami familiari.